# Paladj-Komarivtsi (plaats)

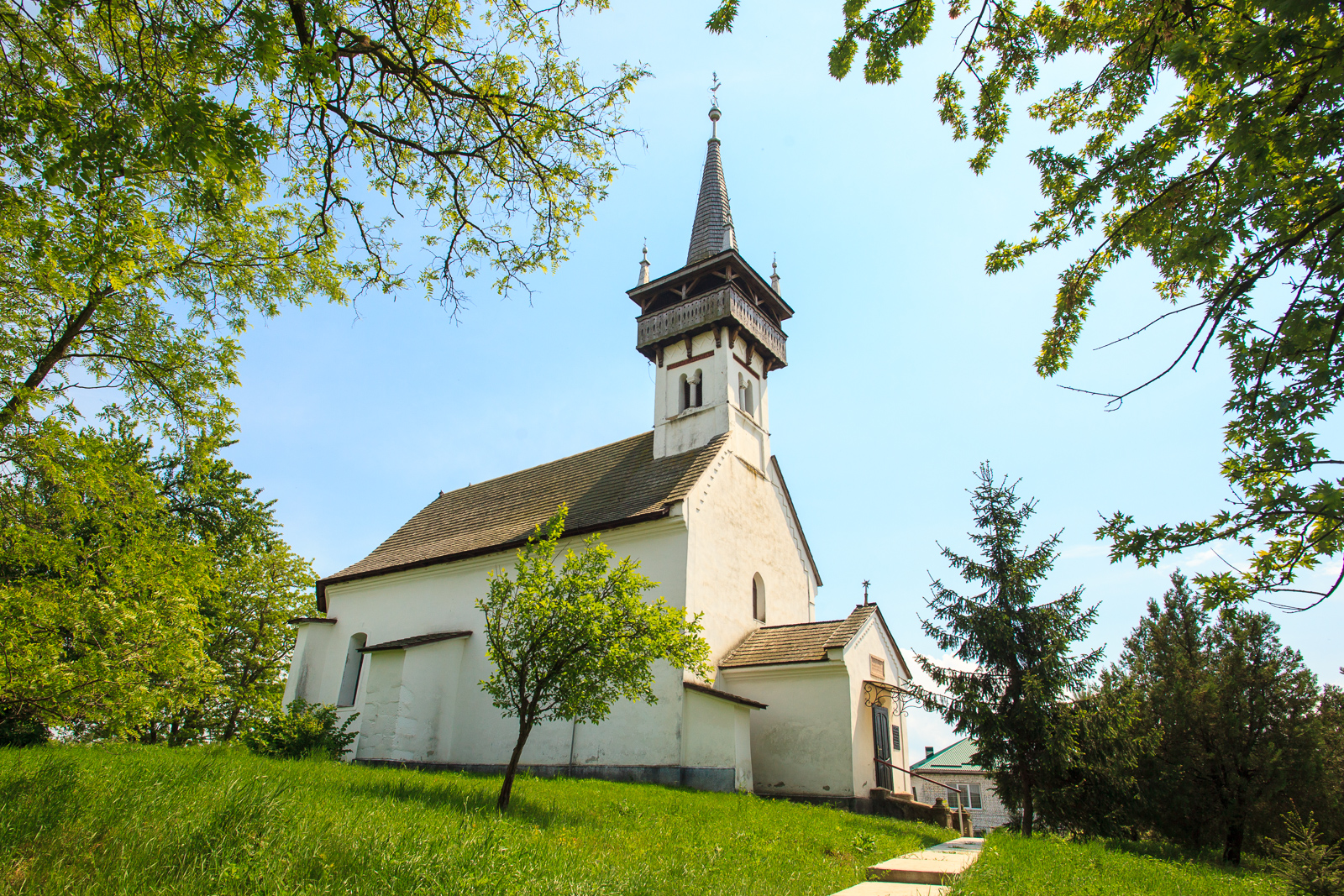
De Hongaars gereformeerde kerk

Paladj-Komarivtsi (Oekraïens: Паладь-Комарівці, Hongaars: Palágykomoróc) is een dorp in Oekraïne in het oblast Transkarpatië in het rayon Oezjhorod. Het dorp direct aan de grens met Slowakije op 16 kilometer van de stad Oezjhorod. De dorp heeft 834 inwoners (2001). In oktober 2020 is het dorp opgegaan in de gemeente Sjoerte (gemeente)
In 1325 wordt het dorp voor het eerst gemeld in de geschriften. Het bestond vroeger uit twee dorpen: Palágy en Komoroc. In 1920 werden de dorpen deel van het nieuw gevormde land Tsjechoslowakije, daarvoor behoorden ze tot Hongarije.
De meerderheid van de bevolking (circa 80%, 774 personen) behoort tot de Hongaarse minderheid in Oekraïne.